# 安吉奧拉 (加利福尼亞州)
安吉奧拉（英語：Angiola）是位於美國加利福尼亞州圖萊里縣的一個非建制地區。該地的面積和人口皆未知。

## 地理
安吉奧拉的座標為35°59′21″N 119°28′33″W / 35.98917°N 119.47583°W，而該地的平均海拔高度為62米（即203英尺）。